# 브라질의 국가

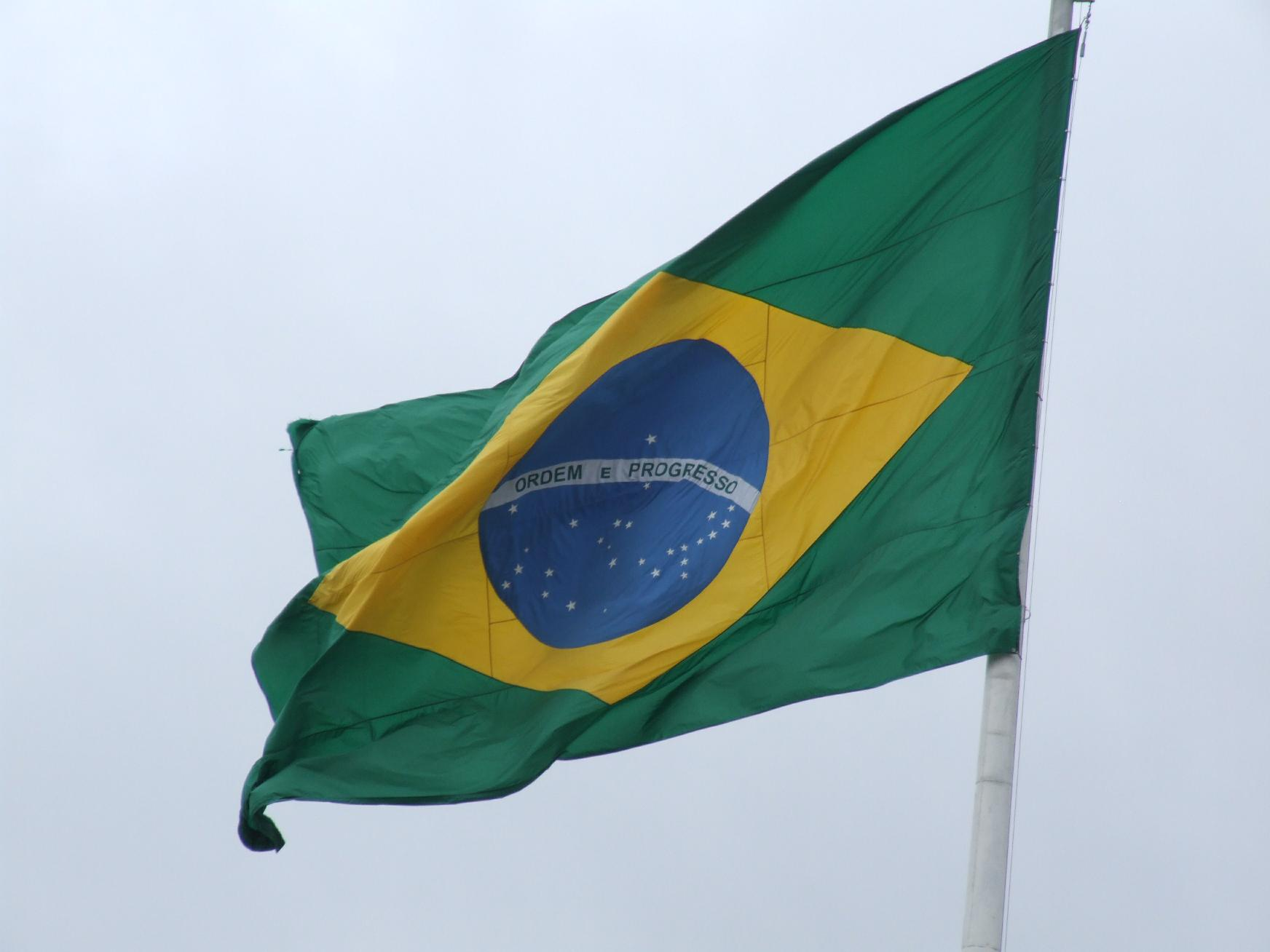

브라질 국가(포르투갈어: Hino Nacional Brasileiro 이누 나시오나우 브라질레이루[*])는 조아킹 오조리우 두키이스트라다(Joaquim Osório Duque-Estrada)가 작사했고 프란시스쿠 마누에우 다 시우바(Francisco Manuel da Silva)가 작곡했다.

## 포르투갈어가사
1절
Ouviram do Ipiranga as margens plácidas
De um povo heróico o brado retumbante,
E o sol da Liberdade, em raios fúlgidos,
Brilhou no céu da Pátria nesse instante.
Se o penhor dessa igualdade
Conseguimos conquistar com braço forte,
Em teu seio, ó Liberdade,
Desafia o nosso peito a própria morte!
Ó Pátria amada, Idolatrada, Salve! Salve!
Brasil, um sonho intenso, um raio vívido,
De amor e de esperança à terra desce,
Se em teu formoso céu, risonho e límpido,
A imagem do Cruzeiro resplandece.
Gigante pela própria natureza,
És belo, és forte, impávido colosso,
E o teu futuro espelha essa grandeza.
Terra adorada Entre outras mil És tu, Brasil,
Ó Pátria amada! Dos filhos deste solo
És mãe gentil, Pátria amada, Brasil!
2절
Deitado eternamente em berço esplêndido,
Ao som do mar e à luz do céu profundo,
Fulguras, ó Brasil, florão da América,
Iluminado ao sol do Novo Mundo!
Do que a terra mais garrida Teus risonhos,
lindos campos têm mais flores,
"Nossos bosques têm mais vida",
"Nossa vida" no teu seio "mais amores".
Ó Pátria amada, Idolatrada, Salve! Salve!
Brasil, de amor eterno seja símbolo
O lábaro que ostentas estrelado,
E diga o verde-louro dessa flâmula
- Paz no futuro e glória no passado.
Mas se ergues da justiça a clava forte,
Verás que um filho teu não foge à luta,
Nem teme, quem te adora, a própria morte.
Terra adorada Entre outras mil És tu, Brasil,
Ó Pátria amada! Dos filhos deste solo
És mãe gentil, Pátria amada, Brasil!

## 한국어해석
1절
평온한 이피랑가의 둑에서 들었노라
용감한 국민들의 우렁찬 외침을.
그리고 눈부신 자유의 태양은
나의 조국의 하늘을 비췄네.
만일 우리의 약속한 평등함을
우리가 강한 두 팔로
그대의 가슴에 이뤄냈다면
오 자유여, 우리의 심장은 죽음마저 물리치리라!
오, 사랑하고 경배하는 조국 만세, 만세!
브라질의 그 강한 꿈과 선명한 빛은
사랑과 희망으로 이 땅에 내려오네.
그대의 아름다운 미소 띤 맑은 하늘에
남십자성이 빛날때
광활한 자연으로 가득찬 그대는
아름답고 강인하며 두려움을 모르는 콜로서스여라
그리고 그대의 미래는 이 위대함을 비추는 거울이어라
사랑하는 땅, 수천개의 땅 중에서도
그대, 브라질, 사랑하는 조국이여!
이땅의 아이들에게 그대는 온유한 어머니,
사랑하는 조국, 브라질!
2절
아름다운 요람에 영원히 누워있네,
바다의 파도소리와 무한한 창공의 빛에 감싸여,
오 브라질이여 빛나라, 아메리카의 꽃이여!
신세계의 빛나는 태양으로!
세상에 그 어떤 가장 아름다운 땅보다도,
그대의 미소짓는 아름다운 들판에는 더 많은 꽃들이 피어나네,
우리의 숲은 생기가 더 넘치고,
그대의 마음속에 "우리의 삶"은 "더 많은 사랑"으로 가득하네
오, 사랑하고 경배하는 조국 만세, 만세!
브라질이여, 영원히 사랑받는 상징이 되어라
그대가 들어올린 별이 빛나는 깃발을,
그리고 깃발 속의 녹색 월계관은 말한다
평화로운 미래와 영광스러운 과거를.
하지만 그대가 강한 정의의 망치를 들어올리면
그대의 아들들 중 단 하나도 싸움에서 도망가지 않음을 보리라.
그대를 경애하는 자여, 죽음도 두려워하지 마라!
사랑하는 땅, 수천개의 땅 중에서도
그대, 브라질, 사랑하는 조국이여!
이땅의 아이들에게 그대는 온유한 어머니,
사랑하는 조국, 브라질!

## 옛 국가
- 독립의 찬가 (Hino da Independência) : 브라질 제국의 국가